# 270 Анаїта
270 Анаїта (270 Anahita) — астероїд головного поясу, відкритий 8 жовтня 1887 року К. Г. Ф. Петерсом.